# Niwa Nagaaki
Niwa Nagaaki est un nom japonais traditionnel ; le nom de famille (ou le nom d'école), Niwa, précède donc le prénom (ou le nom d'artiste).
Niwa Nagaaki (丹羽長祥, 18 novembre 1780-19 septembre 1813) est un daimyo de la fin de l'époque d'Edo à la tête du domaine de Nihonmatsu.

## Biographie
Nagaaki, d'abord connu sous son nom d'enfance « Nabetarō » (鍋太郎), est le fils ainé de Niwa Nagataka, précédent daimyo de Nihonmatsu. Le 17 juin 1796, il prend la position de chef de la famille après la mort de son père. Son approche fondamentale à partir du moment de sa succession est de régler les finances du domaine. S'appuyant sur son réformiste karō, Narita Yoriyasu (成田頼綏), il encourage l'agriculture, promeut l'éducation et aide au développement des artisanat spécifiques parmi les gens du peuple. C'est à cette époque qu'apparaissent la fameuse poterie émaillée banko-yaki (二本松万古焼), le papier Kawasaki (川崎の紙), les tatamis Hiraishi (平石の畳) et les brochettes de kaki Ōhira kushikaki (大平串柿) de Nihonmatsu. Nagaaki encourage également la sériciculture et établit des marchés de soie et de chevaux à Nihonmatsu.
Malgré ces réformes, les finances du domaine sont mises à mal en raison de catastrophes naturelles et d'autres événements imprévus, ainsi que de la demande du shogunat d'aide monétaire et de la construction d'un projet de lutte contre les inondations.
Nagaaki porte le titre de Sakyō-dayū (左京大夫) et le rang de cour 4e inférieur (jū shi-i no ge, 従四位下).
Nagaaki décède en 1813 et son fils ainé Nagatomi lui succède.

## Source de la traduction
- (en) Cet article est partiellement ou en totalité issu de l’article de Wikipédia en anglais intitulé « Niwa Nagaaki » (voir la liste des auteurs).